# فینگان اولدفیلد
فینیگان اولدفیلد (به انگلیسی: Finnegan Oldfield) بازیگر فرانسوی-بریتانیایی است. او در لوئیس، انگلستان به دنیا آمد. وی از سال ۲۰۰۳ تاکنون در بیش از ۳۰ فیلم ظاهر شده است. 
از آثار بازیگری او می‌توان به فیلم‌هایی یک داستان عاشقانه مدرن (۲۰۱۵)، نوکتوراما (۲۰۱۶) و ماروین (۲۰۱۷) اشاره کرد.